# Joseph Gabet
Pour les articles homonymes, voir Gabet.
Le père Joseph Gabet né le 4 décembre 1808 à Nevy-sur-Seille, dans le Jura, en France et décédé le 3 mars 1853 au Brésil, est un missionnaire catholique français, de l'ordre des Lazaristes. Il agit en Chine du Nord puis en Mongolie. En 1844, il part pour le Tibet en compagnie de son confrère Évariste Huc. Il rentre en Europe en 1846. Il meurt au Brésil où son ordre l'avait envoyé.

## Biographie
Joseph Gabet est né à Nevy-sur-Seille dans le Jura le 4 décembre 1808. Il est ordonné prêtre en 1833 et entre dans l'ordre des Lazaristes. En 1834, il embarque, en compagnie des pères Jean-Gabriel Perboyre et Joseph Perry, Lazaristes, vers la Chine. Il arrive à Macao en 1835 où il apprend le chinois. Il est d'abord affecté en Tartarie (nord de l'empire chinois, plus tard Mandchourie).
En 1844, avec Évariste Huc et un jeune lama mongol, il part de Mandchourie vers l'ouest, dans le but d'explorer ce que l'on appelle alors, la Tartarie mongole. Ils séjournent six mois au monastère de Kounboum près du Koukou-Noor (lac Qinghai) pour apprendre la langue tibétaine et étudier la doctrine bouddhiste. En août 1845, ils reprennent la route et se joignent à la caravane de l'ambassade du dalaï-lama qui retourne de Pékin à Lhassa. Pendant la traversée des hauts plateaux en plein hiver, Joseph Gabet manque de mourir de froid. Ils arrivent à Lhassa à la fin de 1845. Bien reçus par le ministre-régent Ngawang Yeshe Tsultrim Gyaltsen qui gouverne au nom du dalaï-lama, Khendrup Gyatso, ils sont suspectés par Qishan, représentant résident de l'empire chinois, qui les fait expulser dès février 1846. les deux missionnaires sont conduits avec une escorte officielle via Ta-Tsien-Lou (Kangding) et Chengdu, jusqu'à Canton où ils arrivent en septembre 1846.
Ayant l'espoir d'obtenir des autorités chinoises et tibétaines l'autorisation de retourner avec Evariste Huc au Tibet, le père Gabet rentre immédiatement en Europe afin de faire trancher par Rome la querelle de territoire de la mission du Tibet, entre les Lazaristes dont il fait partie et les Missions étrangères à qui la province a été attribuée alors qu'on croyait que les missionnaires Gabet et Huc avaient disparu. Il rédige le Coup d'œil sur l'état des missions de Chine adressé au pape. Dès 1848, ses supérieurs l'affectent à l'aumônerie d'un couvent de religieuses au Brésil. Il meurt de la fièvre jaune à Rio de Janeiro en mars 1853, à l'âge de 45 ans.

## Œuvres
Le père Joseph Gabet est beaucoup moins connu que son confrère Huc, auteur des best-sellers Souvenirs d’un voyage dans la Tartarie et L'empire chinois qui sont des amplifications des brefs rapports adressés à ses supérieurs. Dans sa courte étude Coup d'œil sur l'état des missions de Chine (90 pages, édité en France en 1848) adressée à Rome, il dresse un diagnostic sévère de la situation et de l'avenir de la mission catholique en Chine.
Les missionnaires chrétiens étaient retournés en Chine dès le début du XIXe siècle, après la disparition de la mission jésuite (dissolution de l'ordre par le Pape en 1773). Les communautés chrétiennes étaient largement tolérées malgré l'édit de proscription de 1735, à condition de garder la discrétion (Jean-Gabriel Perboyre avait été exécuté publiquement à Wuhan en 1840). L'édit de tolérance officielle, annexe au traité de Whampoa entre la France et la Chine n'est promulgué qu'en 1844.
Le père Gabet analyse la minceur des résultats, comparée au nombre des missionnaires et aux moyens financiers consacrés à la mission en Chine. Il souligne que l'Église a su, aux premiers siècles, s'établir en Occident malgré les persécutions, en aidant la grâce de Dieu par le travail, et que rien n'empêcherait de faire de même en Chine. Il constate que :
- Les missionnaires ne connaissent pas suffisamment la langue et n'ont pas la considération qu'ils devraient pour la culture chinoise ;
- Les prêtres indigènes ne sont formés qu'en petit nombre et ne sont pas traités comme des égaux par les missionnaires ; la formation ne convient pas à leur culture ;
- Les missionnaires des différents ordres se disputent les territoires et les communautés, au point d'attirer l'attention des autorités civiles, et créent le scandale dans les âmes des fidèles.

L'ouvrage est mal reçu à Rome et aussi par les confrères missionnaires. Le vicariat apostolique de Mandchourie dont il avait dépendu hiérarchiquement sur place obtient en 1850 qu'il soit condamné à Rome par la Congrégation de Propaganda Fide.
Les idées d'inculturation qu'il défend resteront lettre morte jusqu'au XXe siècle et seront reprises avec plus de succès par le père Vincent Lebbe (1877 - 1940).